# Muschampia proto
Muschampia proto ist ein Schmetterling aus der Familie der Dickkopffalter (Hesperiidae).

## Merkmale
Die Vorderflügellänge beträgt 14 bis 15 Millimeter. Die Oberseite ist dunkelgrau und ist meist leicht mit gelblichen Haaren bedeckt. Auf der Oberseite befinden sind ausgeprägte weiße oder gelbe Diskalflecke sowie undeutliche halbmondförmige Submarginalflecke. Die Unterseite der Hinterflügel ist grundsätzlich variabel von gelbgrau bis rotbraun gefärbt. Weiters sind weiße oder bräunliche Flecken wie auf der Oberseite zu sehen, allerdings meist undeutlich.
Die Eier sind gelblich und abgeplattet. Die Außenseite ist stark berippt, die Rippen können leicht gekrümmt sein. Einige Rippen enden noch vor dem Rand der Mikropyle.
Die Raupen sind in den ersten Stadien dunkelgrau mit schwarzem Kopf. Im letzten Stadium werden sie hellgrau, kurz vor oder während der Sommerruhe stellt sich ein hellbrauner oder orangebrauner Farbton ein. Sie sind stark behaart und in den letzten Stadien gedrungen.
Die Puppe ist stark bläulich bereift, fast ohne schwarze Punkte auf dem Abdomen. Lediglich auf der Rückenseite des Thorax ist eine deutliche Längslinie ausgebildet.

### Variabilität
Falter die im Frühjahr und Frühsommer sind meist relativ groß und haben eine olivgraue Hinterflügelunterseite. Falter die im Sommer fliegen sind meist etwas kleiner und besitzen eine braune oder rotbraune Hinterflügelunterseite. In Marokko und Südspanien leben Exemplare mit Vorderflügellängen von 15 bis 17 Millimeter. Sie werden auch als f. fulvosatura Berity, 1925 bezeichnet.

## Geographisches Vorkommen und Lebensraum
Muschampia proto ist von Nordafrika über die Iberische Halbinsel, Südfrankreich, Süditalien, ?Albanien, Mazedonien, ?Bulgarien, Griechenland bis Kleinasien verbreitet. Im Norden wird die Art noch von der Krim berichtet. Das Vorkommen ist jedoch sehr lokal, die Vorkommen wohl weitgehend isoliert. Er hält sich an trockenen, heißen und wenig bewachsenen Felshängen in den Tälern der Gebirge auf. Er kommt allerdings auch im Flachland auf trockenem Grasland vor. In Marokko ist der Falter sogar bis 2000 Meter anzutreffen. In Griechenland wurden Falter noch in 1600 m Höhe über NN beobachtet.

## Lebensweise
Die Falter fliegen regional etwas unterschiedlich von April bis Oktober in einer Generation. Die Hauptflugzeit ist in Südfrankreich im August. Die lange Flugzeit der Falter erklärt sich durch eine Sommerruhe der verpuppungsbereiten Raupe., die unterschiedlich lange andauert. Dazu verspinnt sie sich etwa  Anfang Juni in den späteren Puppenkokon, anlegt in Blättern der Nahrungspflanze. Der Kokon wird in einigen Dezimeter Höhe über dem Boden angelegt, um damit der größten Hitze zu entgehen. Die Eier werden vom Weibchen einzeln ganz unten an der Raupennahrungspflanze oder sogar an Steinen in unmittelbarer Nähe einzeln abgelegt. Die Raupe lebt an Brandkräutern (Phlomis), für Südfrankreich nachgewiesen sind Phlomis herba-venti und Phlomis lychnidis. Tolman & Lewington geben zusätzlich noch Phlomis fruticosa für „Europa“ an. Für Nordafrika werden Phlomis crinita und Phlomis bovei als Raupennahrungspflanzen genannt. In Südfrankreich überwintert die Eiraupe.